# Block Island (meteoryt)
Block Island – żelazny meteoryt znaleziony na Meridiani Planum na Marsie przez automatyczny łazik marsjański Opportunity pod koniec lipca 2009 roku. Nazwa meteorytu jest nieformalna.
Meteoryt ten został zbadany promieniami rentgena, ostukany i poddany analizie chemicznej. Na tej podstawie stwierdzono, że jest to meteoryt. Jego średnica wynosi ok. 70 cm, a składa się głównie z niklu i żelaza.
Block Island jest drugim odkrytym meteorytem na Marsie. Jednocześnie jest to drugi meteoryt odkryty poza układem Ziemia-Księżyc. Wcześniej ten sam łazik znalazł w 2005 roku na powierzchni Marsa mniejszy meteoryt żelazny nazwany Heat Shield Rock.